# Henrik Mule Hoff
Henrik Mule Hoff (9. oktober 1763 på Høgholm – 12. juli 1817 i Viborg) var en dansk godsejer og vicelandsdommer.
Han var søn af Hans Nicolai Hoff (1722-1806) og Maren Henriksdatter Mule (1735-1775),
Han skrev sig til Silkeborg Slot, som han 1791 fik efter faderen, til Ryomgård, som han 1799 overtog efter farbroderen, til Asmild Kloster 1805, Sohngårdsholm 1806, Aunsbjerg og Hald 1808. Alle disse sædegårde nødsagedes han dog til at skille sig ved, og han døde fattig. Hoff blev vicelandsdommer 1790, men entledigedes 1801.
Han blev gift 1. gang 1791 med Mathilde Cathrine Ammitzbøll (død 1792), og 2. gang ægtede han 1796 Anna Maria Wodschou (20. maj 1769 i Malt Sogn - 14. juli 1822 i Viborg).
Der findes et portrætmaleri af Hoff (gengivelse i Silkeborg Lokalhistoriske Arkiv).